# ゼスラハ
ゼースラハ (ドイツ語: Seßlach) は、ドイツ、オーバーフランケン行政管区、コーブルク郡の都市。

## 地理

### 自治体の構成
本市は、公式には23の地区 (Ort) からなる。このうち小集落や孤立農場などを除く集落を以下に列記する。
| - アウミューレ - アウテンハウゼン - ビシュヴィント - ディータースドルフ - エッカースドルフ - ゲミュンダ・イム・オーバーフランケン - グライスムートハウゼン - ハッタースドルフ - ハイルガースドルフ - クルムバッハ | - レーヒェンロート - メルラッハ - オーバーエルドルフ - ローテンベルク - ゼスラッハ - ゼッツェルスドルフ - トランマースホーフ - ウンターエルドルフ - ヴィーゼン |

### 紋章
図柄：赤地に、銀の服を着て、ひげを蓄えた洗礼者ヨハネが描かれている。彼は銀の箱形のベンチに座って、銀色で神の子羊が描かれた黄金の円盤を両手で持っている。

## その他

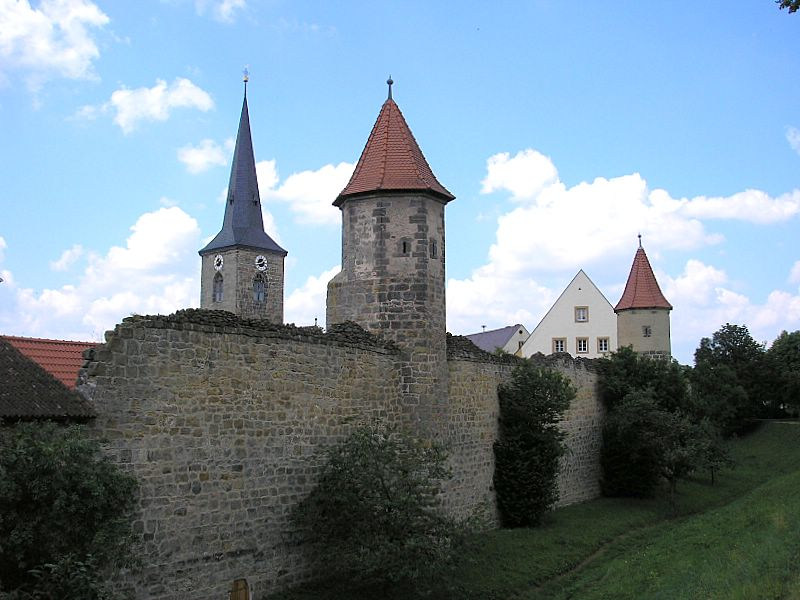
中世の市壁

牧歌的な街の風景は、近年繰り返し映画のロケ地として使われている。たとえば、宗教改革家マルティン・ルターを描いた映画『ルター』や、2005年には、子供向けの本を映画化した『強盗ホッツェンプロッツ』などがある。さらに、この街はドイツで2番目に小さな市である。

## 引用
1. ↑  https://www.statistikdaten.bayern.de/genesis/online?operation=result&code=12411-003r&leerzeilen=false&language=de Genesis-Online-Datenbank des Bayerischen Landesamtes für Statistik Tabelle 12411-003r Fortschreibung des Bevölkerungsstandes: Gemeinden, Stichtag (Einwohnerzahlen auf Grundlage des Zensus 2011)
2. ↑  Bayerische Landesbibliothek Online